# Wilhelm Sander (SA-Mitglied)

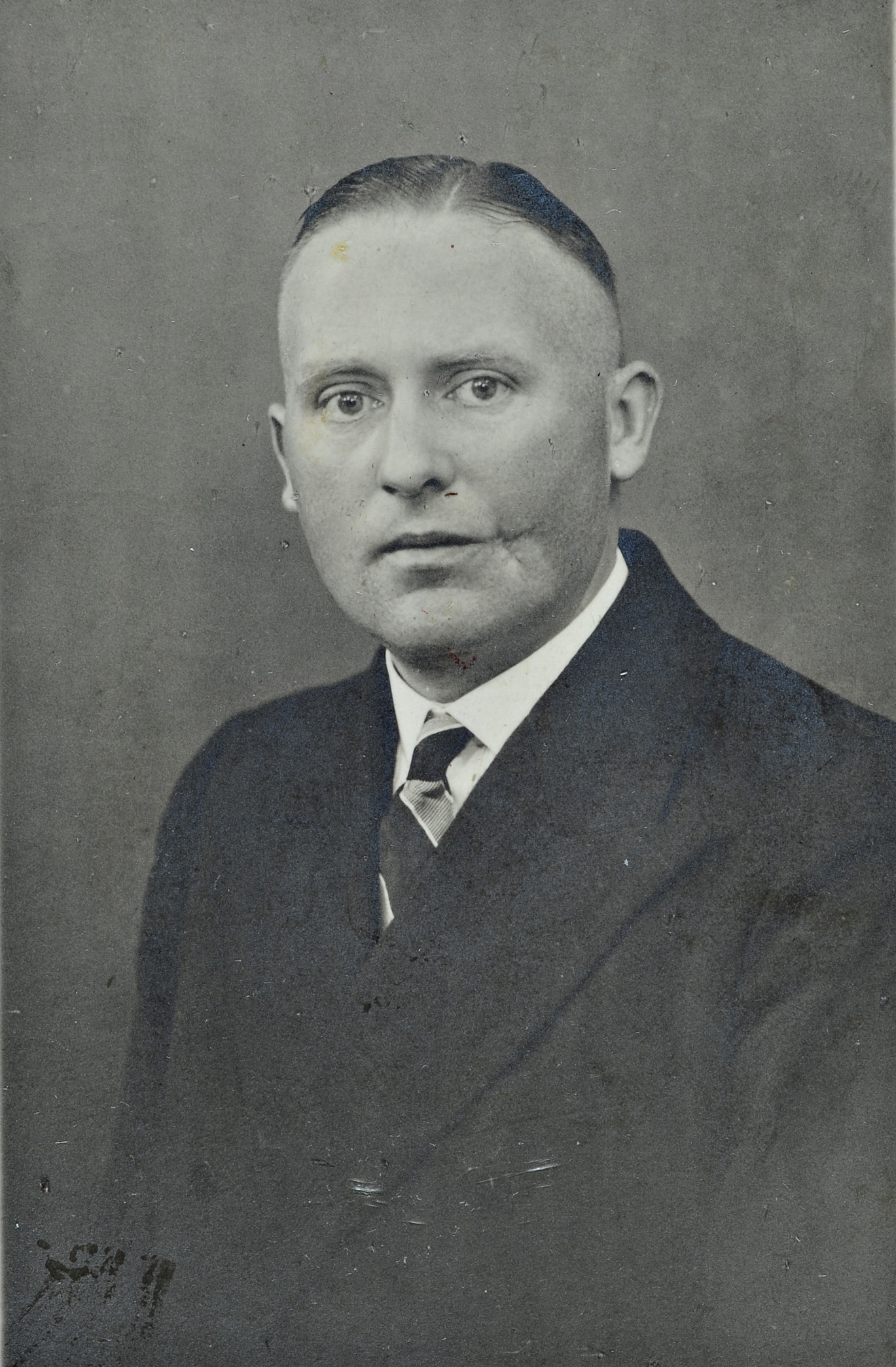
Wilhelm Sander (um 1930)

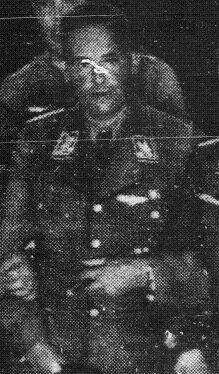
Wilhelm Sander (1934).

Bernhard Julius Wilhelm Sander (* 14. Juni 1895 in Aurich; † 1. Juli 1934 in Berlin-Lichterfelde) war ein deutscher SA-Führer, zuletzt im Rang eines SA-Brigadeführers. Er wurde bekannt als Stabschef der Berliner SA in den Jahren 1933 und 1934 sowie als eines der Opfer der „Röhm-Affäre“.

## Leben und Nachwirkung

### Bis 1933
Nach dem Schulbesuch nahm Wilhelm Sander am Ersten Weltkrieg teil. Zu seinen Kriegskameraden gehörte Erich Klausener, später ebenfalls ein Opfer der „Röhm-Affäre“. Nach dem Krieg gehörte Sander der Preußischen Polizei an, aus der er nach einem Vorfall im Jahr 1922 als Polizeihauptmann a. D. entlassen wurde.
Später war er beim Kabelwerk Oberspree in Oberschönweide tätig.
1930 schloss Sander sich der NS-Bewegung an: Er trat der NSDAP (Mitgliedsnummer 320.303) und der SA bei. Zum 15. Mai 1931 wurde Sander zum Führer der SA-Standarte 5 (Horst Wessel) in Berlin ernannt. Diese Einheit führte er bis ins Jahr 1933, wobei er während des SA-Verbotes der Regierung Brüning zwischen April und Juni 1932 diese Stellung nur heimlich ausüben konnte, sie dann aber bei der Wiederaufstellung der SA im Juli 1932 wieder zurückerhielt.

### Nach der Machtergreifung
Als Karl Ernst im März 1933, wenige Wochen nach dem Machtantritt der Nationalsozialisten, zum Führer der SA-Gruppe Berlin-Brandenburg ernannt wurde, wurde Sander als Stabschef der Gruppe eingesetzt. Im selben Jahr wurde Sander auch wieder in die Preußische Polizei aufgenommen, allerdings gleichzeitig mit seiner Wiederaufnahme aufgrund seiner Aufgaben im Stab von Ernst beurlaubt. Außerdem übernahm er die Funktion des Verbindungsmannes der SA-Gruppe Berlin-Brandenburg zur Preußischen Polizei.
Am 20. April 1934 wurde Sander in den Rang eines SA-Brigadeführers befördert.

### Ermordung
Am 1. Juli 1934 wurde Sander als zweithöchster Funktionär der Berliner SA im Zuge der Röhm-Affäre erschossen.
Über sein Schicksal an diesem Tag ist folgendes bekannt: Nach der Darstellung von Heinrich Bennecke reiste Sander in der Nacht vom 29. zum 30. Juni 1934 anlässlich einer für diesen Tag in Bad Wiessee bei München angesetzten SA-Führertagung mit dem Zug nach München. Dort sollte er seinen Vorgesetzten Karl Ernst, der urlaubshalber abwesend war, als Repräsentant der SA-Gruppe Berlin-Brandenburg vertreten. Am Mittag des 30. Juni nahm er an einer Sitzung im Senatssaal des Braunen Hauses teil, bei der Hitler die Absetzung Ernst Röhms als Stabschef der SA und die Verhaftung aller in einen angeblich von Röhm geplanten Putsch gegen ihn, Hitler, verwickelten SA-Führer bekanntgab. Bennecke gibt an, dass er selbst miterlebt hätte, wie Sander kurz nach dem Ende von Hitlers Vortrag beim Verlassen des Braunen Hauses verhaftet worden sei. Er, Bennecke, sei kurz zuvor bei einem Anruf in Berlin noch gefragt worden, wer die Gruppe Berlin-Brandenburg auf der geplanten Führertagung vertreten würde. Bennecke schlussfolgerte später, dass er mit der Nennung von Sanders Namen wahrscheinlich unwissentlich dessen Verhaftung veranlasst habe.
Einer anderen Quelle zufolge soll Sander die Ereignisse des 30. Juni in Berlin erlebt und geglaubt haben, die dortigen Verhaftungen wären eine Sonderaktion Görings, der wahnsinnig geworden sei. Daraufhin erst soll er versucht haben nach München zu reisen, um Adolf Hitler von den Berliner Ereignissen zu verständigen.
Wohl in den frühen Morgenstunden des 1. Juli wurde Sander nach Berlin gebracht, wo er im Laufe des 1. Juli auf dem Gelände der Kadettenanstalt Lichterfelde von Hitlers Leibstandarte erschossen wurde. In einem Tagebucheintrag notierte Joseph Goebbels kursorisch: „Ernst, Straßer, Sander, Detten †. Noch ein letztes Handeln, dann ist alles ausgestanden. Es fällt schwer, ist aber nicht zu umgehen.“
Einem Bericht der Sopade zufolge soll Sander sich bei der Erschießung in Lichterfelde „außerordentlich feige“ benommen haben: Er habe sich im Angesicht des Exekutionskommandos mehrmals auf die Erde geworfen und sei immer wieder aufgerichtet worden, bis man ihm schließlich am Boden liegend ins Gesicht geschossen habe.
Hauptgrund für die Exekution Sanders dürfte seiner Zugehörigkeit zum Stab von Karl Ernst gewesen sein, dessen Umfeld besonders stark von der Säuberungsaktion des 1. Juli betroffen war: So wurden außer Sander auch Ernsts Adjutant Walter von Mohrenschildt, sein Rechtsberater Gerd Voss, sein Referent Daniel Gerth sowie sein Freund Erwin Villain erschossen.

### Nachleben
Nach seiner Ermordung wurde Wilhelm Sander immer wieder mit dem Reichstagsbrand vom 28. Februar 1933 in Verbindung gebracht. So taucht sein Name insbesondere im sogenannten „Ernst-Testament“ als der eines der angeblichen Hintermänner des Brandes auf: Dieses Dokument, das erstmals im Herbst 1934 im sogenannten Weissbuch über die Erschießungen vom 30. Juni 1934 in Paris anonym veröffentlicht wurde, ist in Wahrheit eine Fälschung des kommunistischen Verlegers Willi Münzenberg.
Laut dem „Ernst-Testament“ sei Sander derjenige gewesen, der den am 28. Februar 1933 von der Polizei als Brandstifter im brennenden Reichstag verhafteten und hingerichteten Niederländer Marinus van der Lubbe in den Tagen vor den Brand auf seine Aufgabe als Brandstifter (bzw. Entzünder eines vorbereiteten Brandherdes) gedanklich vorbereitet habe. Zudem habe Sander van der Lubbe am Abend des 28. Februar zum Reichstagsgebäude gebracht und sein Eindringen in dasselbe durch ein Fenster im Restaurationsbereich überwacht. Somit wurde bereits wenige Monate nach Sanders Tod als wahrer Grund für seine Ermordung angegeben, dass er der NS-Führung als unliebsamer Mitwisser der nationalsozialistischen Brandurheberschaft unliebsam gewesen sei.
Die Behauptung aus dem „Ernst-Testament“, dass Sander in den Reichstagsbrand verwickelt gewesen sei, wird von Historikern sowie von Autoren wie Fritz Tobias, Hans Mommsen oder Sven Felix Kellerhoff als unzutreffend verworfen.

## Nachlass
Im Bundesarchiv werden Personalunterlagen zu Sander verwahrt. Namentlich befinden sich im Bestand des ehemaligen Berlin Document Center einige Korrespondenzen Sanders (SA-Mikrofilm 164-B, Bilder 3783–3810).